# Charles Griffiths (football)
Charles Griffiths, né à Rugby, est un footballeur anglais reconverti entraîneur. Après une carrière de joueur en Angleterre au poste d'attaquant, il officie dans différents pays d'Europe (Pays-Bas, Allemagne, Belgique et France).